# École de technologie supérieure

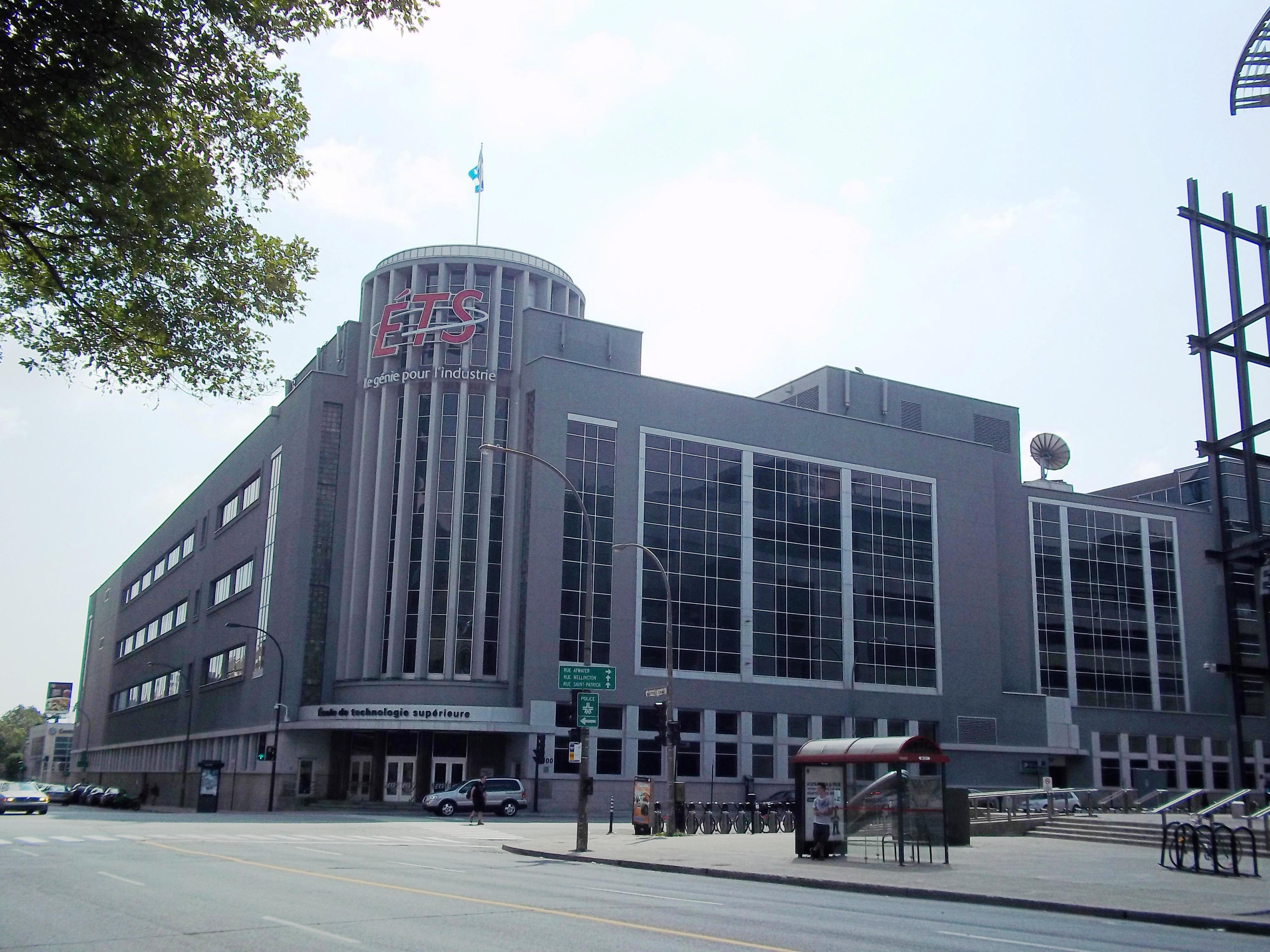
Gebäude der ÉTS in Montréal

Die École de technologie supérieure (ÉTS) ist eine französischsprachige staatliche ingenieurwissenschaftliche Hochschule mit Sitz in Montréal, Kanada.

## Geschichte
Die ÉTS wurde 1974 im Verbund der Université du Québec gegründet. An der ingenieurwissenschaftlichen Hochschule, die sich auf Lehre und Forschung im angewandten Bereich spezialisiert hat, studierten im Jahr 2018 10.600 Studenten. Damit ist die zweitgrößte ingenieurwissenschaftliche Hochschule in Kanada.